# Croton scutatus
Croton scutatus är en törelväxtart som beskrevs av Paul Edward Berry. Croton scutatus ingår i släktet Croton och familjen törelväxter. Inga underarter finns listade i Catalogue of Life.